# Zuid-Europa
Zuid-Europa is het zuidelijk deel van Europa. Het omvat met name de Europese landen die grenzen aan de Middellandse Zee. Het begrip Zuid-Europa heeft geen officiële status. Welke gebieden en landen ertoe behoren is vatbaar voor discussie. De Verenigde Naties hanteren bijvoorbeeld een andere definitie van de regio Zuid-Europa dan de Bosatlas dat doet.

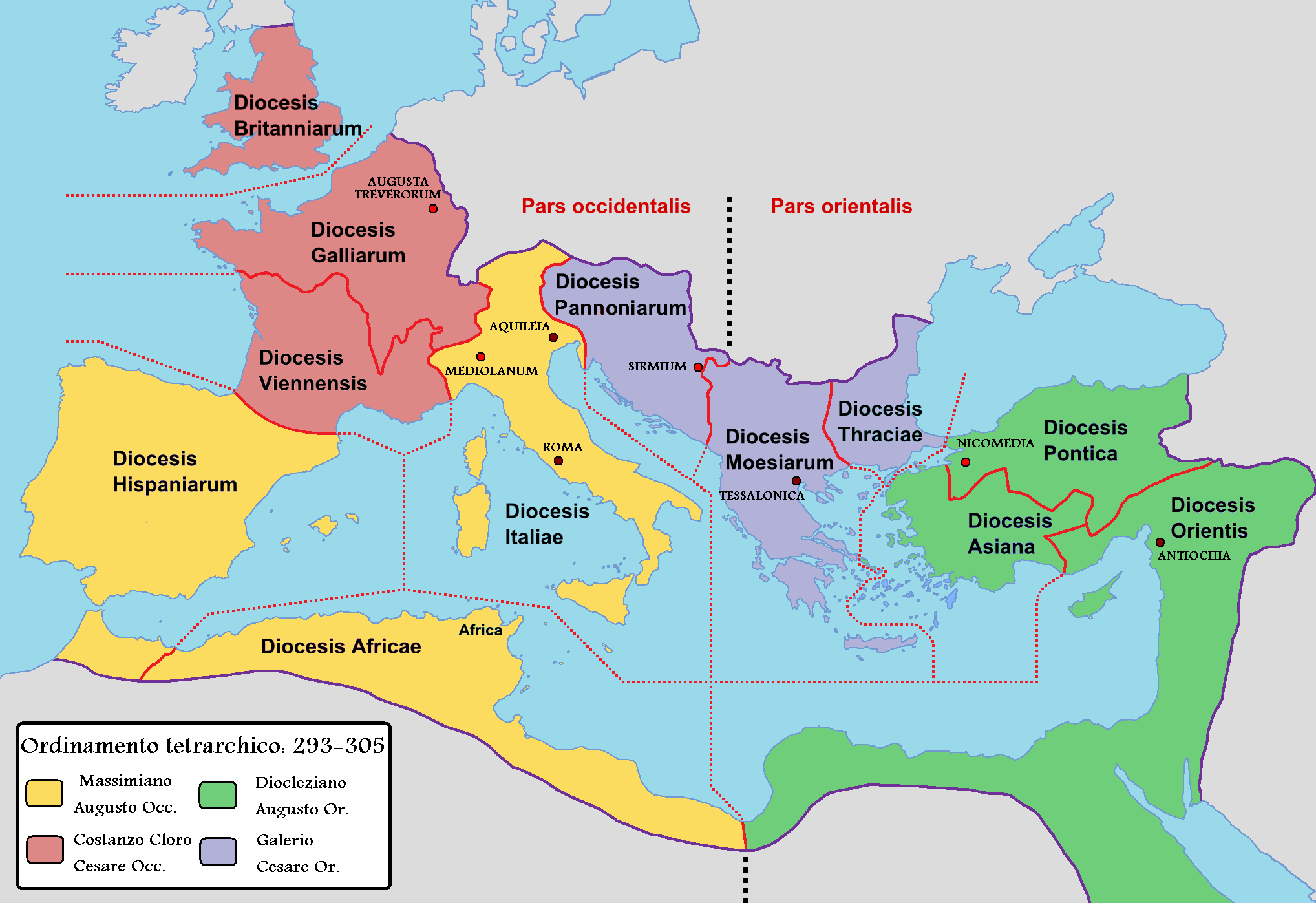
Indeling van het Romeinse Rijk naar bevolkingsgroepen en geografische gebieden, 3e eeuw.

Mensen die uit Zuid-Europese landen komen, worden vaak zuiderlingen genoemd. 

## Achtergrond
Om een aantal redenen is Zuid-Europa een begrip:
- Een groot deel van de huidige westerse cultuur is gebaseerd op eerdere cultuur die vanuit Zuid-Europa richting het noorden is gemigreerd, met name vanuit Griekenland, Italië en Spanje. In de Romeinse en Griekse cultuur heeft Zuid-Europa een belangrijke rol gespeeld, meer dan de overige delen van dit werelddeel.
- In Zuid-Europa ligt een groot aantal vanwege hun prettige klimaat populaire vakantielanden.
- Naar verhouding wonen in Zuid-Europa meer katholieken dan in West- en Noord-Europa, hetgeen erin heeft geresulteerd heeft dat de kerken een rijk en gevarieerder interieur hebben dan in (het noorden van) Nederland. De beeldenstorm heeft daarnaast in Zuid-Europa niet plaatsgevonden. Voor kunst- en cultuurliefhebbers heeft Zuid-Europa dan ook veel te bieden.
- Veel geliefde vruchten en groenten worden vanuit Zuid-Europa geëxporteerd naar noordelijke streken. Voorbeelden zijn sinaasappelen, tomaten van de koude grond en paprika's. Ook olijven zijn een exportproduct van diverse Zuid-Europese landen.

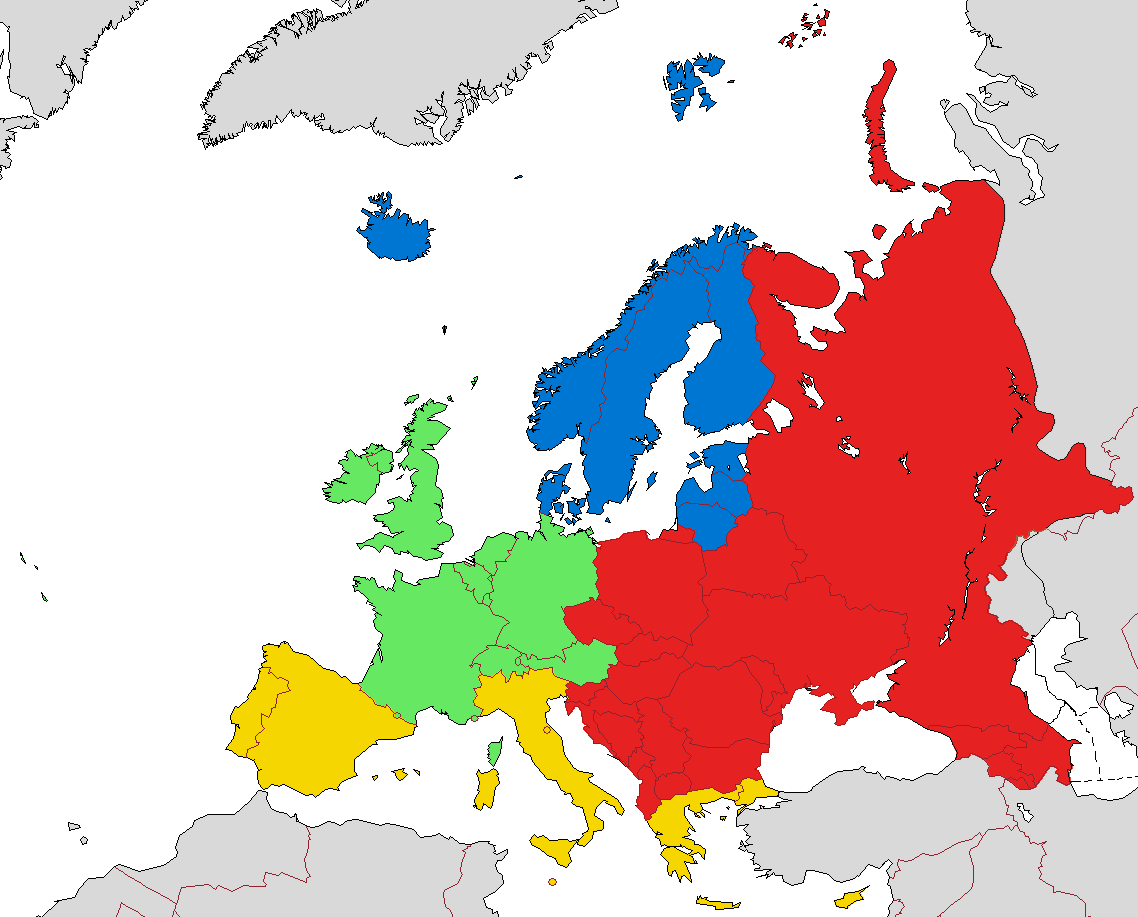
De met geel geduide gebieden worden in het algemeen tot Zuid-Europa gerekend

- Kenmerkend voor grote delen van Zuid-Europa is het zogeheten Middellandse Zeeklimaat, een warm klimaat met droge zomers. In het systeem van Köppen valt dit samen met het Csa-klimaat, waarbij C aangeeft dat dit een gematigd klimaat is, de s dat het 's zomers droog is en de a dat het er relatief warm is.
- Uit geologisch oogpunt (platentektoniek) hebben landen van Zuid-Europa gemeenschappelijk, dat veel gebergtes zijn ontstaan door de botsing van de Afrikaanse plaat tegen de Euraziatische plaat. Een gemeenschappelijk kenmerk van deze landen is het aanwezige reliëf. Doordat de breuklijnen zich tussen deze platen bevinden, treft men hier ook veel geologische activiteit aan. Binnen het Europese continent vinden de meeste aardbevingen in Zuid-Europa plaats en als gevolg van die geologische activiteiten bevinden zich de meeste vulkanen van het Europese vasteland.

## Mogelijke indelingen

### Algemeen
De volgende landen worden doorgaans tot Zuid-Europa gerekend: 
- Albanië
- Andorra
- Bosnië en Herzegovina
- Cyprus
- Gibraltar
- Griekenland
- Italië
- Kroatië
- Kosovo
- Malta
- Monaco
- Montenegro
- Noord-Macedonië
- Portugal
- San Marino
- Servië
- Slovenië
- Spanje
- Turkije (Europees gedeelte)
- Vaticaanstad

Bulgarije en Roemenië worden doorgaans tot Oost-Europa gerekend, men kan deze landen ook tot Zuid-Europa rekenen. Slovenië en Kroatië worden vaak tot Centraal-Europa gerekend en daarnaast soms ook tot Oost-Europa. Alle landen die deel hebben uitgemaakt van het voormalige Oostblok worden soms tot Oost-Europa gerekend.

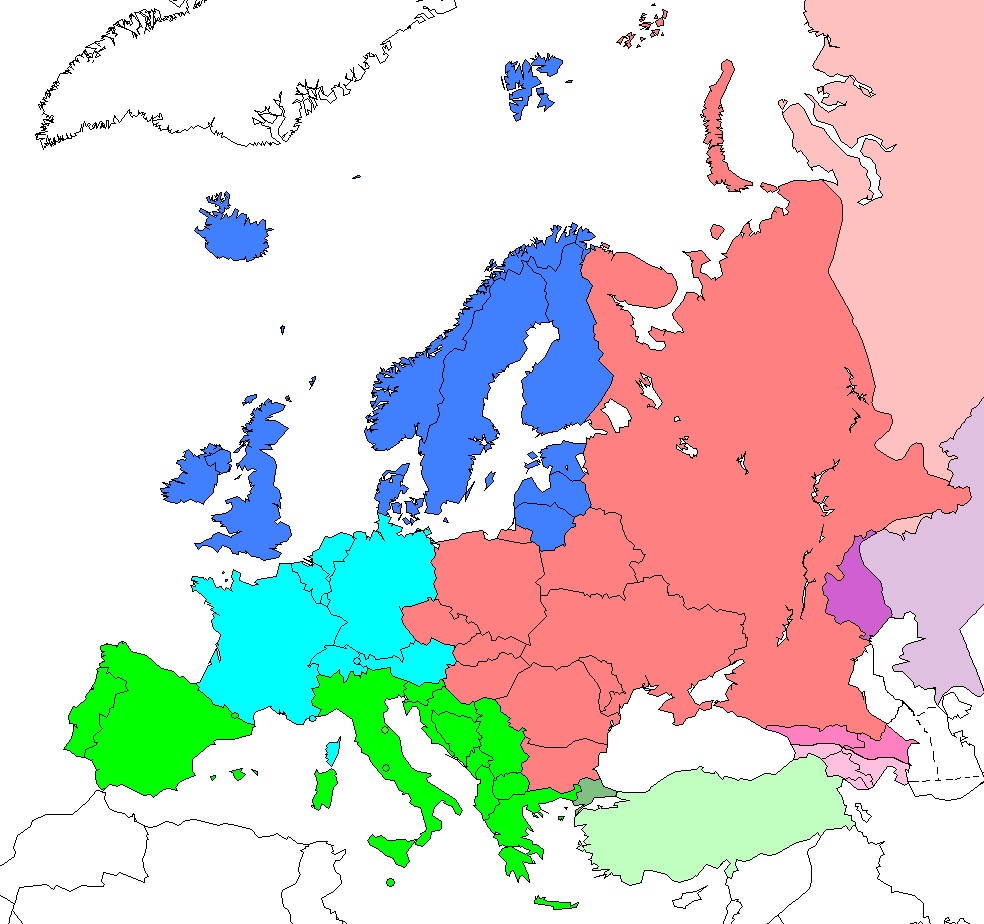
Zuid-Europa volgens de VN, in donkergroen aangegeven.

### Zuid-Europa volgens de Verenigde Naties
Zuid-Europa is een van de geopolitieke regio's, waarin de wereld door de Verenigde Naties wordt ingedeeld. Kenmerkend voor de definitie die de VN hanteert is, dat een land hierbij of volledig bij een regio wordt ingedeeld of juist niet. Daardoor behoren Corsica en Nice bijvoorbeeld niet tot Zuid-Europa omdat ze onderdeel zijn van Frankrijk, dat tot West-Europa wordt gerekend. Volgens de indeling van de VN behoren de volgende landen tot Zuid-Europa:
- Albanië
- Andorra
- Bosnië en Herzegovina
- Gibraltar
- Griekenland
- Italië
- Kroatië
- Kosovo
- Malta
- Montenegro
- Noord-Macedonië
- Portugal
- San Marino
- Servië
- Slovenië
- Spanje
- Vaticaanstad

### Zuid-Europa volgens de Grote Bosatlas
De Grote Bosatlas rekent de volgende landen tot Zuid-Europa:
- Albanië
- Andorra
- Bosnië en Herzegovina
- Kroatië
- Kosovo
- Griekenland
- Noord-Macedonië
- Servië
- Montenegro
- Italië
- Malta
- Portugal
- San Marino
- Spanje
- Bulgarije
- Turkije (Europees gedeelte)
- Roemenië
- Moldavië

Het Europese gedeelte van Turkije, Roemenië en Moldavië worden zowel tot Zuid- als tot Oost-Europa gerekend.